# Oreocharis amabilis
Oreocharis amabilis är en tvåhjärtbladig växtart som beskrevs av Stephen Troyte Dunn. Oreocharis amabilis ingår i släktet Oreocharis och familjen Gesneriaceae. Inga underarter finns listade i Catalogue of Life.